# Cryptandra minutifolia
Cryptandra minutifolia là một loài thực vật có hoa trong họ Táo. Loài này được Nicolai Stepanowitsch Turczaninow mô tả khoa học đầu tiên năm 1858 dưới danh pháp Cryptandra parvifolia. Năm 1995 Barbara Lynette Rye cho rằng danh pháp của Turczaninow thiết lập sau Cryptandra parvifolia của Joseph Dalton Hooker, vì thế nó là nom. illeg. và đổi loài này thành Cryptandra minutifolia.

## Phân bố
Loài này được tìm thấy ở miền nam Tây Úc.

## Phân loài
- Cryptandra minutifolia subsp. minutifolia: Nguyên chủng.
- Cryptandra minutifolia subsp. brevistyla Rye, 1995[1][5]